# Different Class
Different Class je páté studiové album anglické rockové skupiny Pulp. Bylo vydáno 30. října 1995. V roce 1996 získalo Mercury Music Prize.

## Seznam skladeb
Autorem textů je Jarvis Cocker. Autorem hudby jsou Pulp (Cocker, Nick Banks, Steve Mackey, Russell Senior, Candida Doyle a Mark Webber), s výjimkou skladeb 3 a 10, kde jsou autory hudby Cocker, Banks, Mackey, Senior a Doyle.
1. „Mis-Shapes“ – 3:46
2. „Pencil Skirt“ – 3:11
3. „Common People“ – 5:50
4. „I Spy“ – 5:55
5. „Disco 2000“ – 4:33
6. „Live Bed Show“ – 3:29
7. „Something Changed“ – 3:18
8. „Sorted for E's & Wizz“ – 3:47
9. „F.E.E.L.I.N.G.C.A.L.L.E.D.L.O.V.E“ – 6:01
10. „Underwear“ – 4:06
11. „Monday Morning“ – 4:16
12. „Bar Italia“ – 3:42

## Obsazení
- Jarvis Cocker – zpěv, kytara Vox Marauder, dvanáctistruná kytara Ovation, kytara Sigma Acoustic, Roland Vocoder Plus VP-330, Roland SH-09, Mellotron, Micromoog, Synare
- Russell Senior – kytara Fender Jazzmaster, housle
- Candida Doyle – varhany Farfisa Compact Professional II, Ensoniq ASR 10, Korg Trident II, Minimoog, klavír Fender Rhodes, Roland Juno 6, Roland SH-09
- Steve Mackey – Musicman Sabre Bass
- Mark Webber – kytara Gibson ES 345, kytara Gibson Les Paul, kytara Gibson Firebird, akustická kytara Sigma, Casio Tonebank CT-470, klavír Fender Rhodes, Roland Juno 6
- Nick Banks – bicí Yamaha, činely Zildjian, perkuse